# Zaloke
Zaloke – wieś w Słowenii, w gminie Krško. W 2018 roku liczyła 74 mieszkańców.